# Breve ritorno
Breve ritorno (titolo originale Brief return) è un romanzo giallo di Mignon Good Eberhart pubblicato nel 1939 a Londra da Collins; una precedente edizione (nel 1938) era stata pubblicata per il Redbook, da Dayton, OH.
In italiano è uscito per la prima volta nel 1946, nella traduzione di Alberto Tedeschi.

## Trama
Basil Hoult è un uomo dispotico e arrogante che è creduto morto in un incidente aereo. Dopo la sua morte le persone a lui più vicine si ricostruiscono tutte in fretta una vita, molto più positiva rispetto alla precedente. Ma un giorno, circa un anno dopo la sua presunta morte, Basil rientra a casa, reclamando ciò che è suo. Il suo ritorno, però, sarà brevissimo, tant'è che sarà assassinato la stessa notte.

## Personaggi
- Mary Chase: cugina di Basil e narratrice
- Basil Hoult : proprietario di Tenacre
- Alice Hoult: moglie di Basil
- Jane Shore: sorella di Alice
- Alan Evans: migliore amico di Basil
- Tom Tucker: medico della famiglia Hoult
- Rodolph e Cynthia Loveday: vicini di casa degli Hoult
- Gilbert Walters: capitano di polizia
- Baltes: Procuratore di Stato
- Robert Blake: secondo marito di Alice
- Margaret e Joseph: camerieri di casa Hoult
- Coliano: guardiano notturno
- Marthe Schultz: telefonista

## Edizioni in italiano
- Mignon Good Eberhart, Breve ritorno, traduzione di Alberto Tedeschi, I libri gialli n. 2, Milano: A. Mondadori, 1946
- Mignon Good Eberhart, Breve ritorno, I Classici del Giallo Mondadori n. 21, Milano: 1967
- Mignon Good Eberhart, Breve ritorno, I Classici del Giallo Mondadori n. 1015, Milano: 2004
- Mignon Good Eberhart, Breve ritorno, Roma: La biblioteca di Repubblica-L'espresso, 2009